# Oregon felsőoktatási intézményeinek listája
Az alábbi listán az Amerikai Egyesült Államok Oregon államának akkreditált, vagy akkreditáció alatt álló felsőoktatási intézményei szerepelnek. Az Oregoni Egyetemkoordinációs Hivatal fennhatósága alatt álló állami fenntartású egyetemek kuratóriumait a kormányzó nevezi ki, míg a közösségi főiskolákét helyben választják. Az államban számos magánintézmény is működik.
Az USA nyugati területeinek legrégebbi felsőoktatási intézménye az 1842-ben alapított Willamette Egyetem, az állam legrégebbi közösségi főiskolája pedig az 1959-ben (más források szerint 1961-ben) megnyílt Délnyugat-oregoni Közösségi Főiskola.

## Működő intézmények

### Oregoni székhelyűek
| Név                                           | Székhely             | Állami/magán                       | Besorolás                | Alapítva |
| --------------------------------------------- | -------------------- | ---------------------------------- | ------------------------ | -------- |
| Amerikai Egészségtudományi Főiskola           | Portland             | Magán (profitorientált)            | Egészségtudományok       | 1978     |
| Angyal-hegyi Szeminárium                      | Saint Benedict       | Magán (katolikus)                  | Hitélet                  | 1887     |
| Bushnell Egyetem                              | Eugene               | Magán (Krisztus Tanítványai)       | Alapképzés               | 1895     |
| Chemeketa Közösségi Főiskola                  | Salem                | Állami                             | Felsőoktatási szakképzés | 1970     |
| Clackamas megyei Közösségi Főiskola           | Oregon City          | Állami                             | Felsőoktatási szakképzés | 1961     |
| Clatsop megyei Közösségi Főiskola             | Astoria              | Állami                             | Felsőoktatási szakképzés | 1958     |
| Columbia-szurdoki Közösségi Főiskola          | The Dalles           | Állami                             | Felsőoktatási szakképzés | 1989     |
| Corban Egyetem                                | Salem                | Magán (baptista)                   | Bölcsészettudományok     | 1935     |
| Csendes-óceáni Teológiai Főiskola             | Medford              | Magán (keresztény)                 | Hitélet                  | 1989     |
| Dél-oregoni Egyetem                           | Ashland              | Állami                             | Mesterképzés             | 1961     |
| Délnyugat-oregoni Közösségi Főiskola          | Coos Bay             | Állami                             | Felsőoktatási szakképzés | 1961     |
| Északnyugat-csendes-óceáni Művészeti Főiskola | Portland             | Magán                              | Művészeti                | 1909     |
| George Fox Egyetem                            | Newberg              | Magán (kvékerek)                   | Kutatóegyetem            | 1891     |
| Gutenberg Főiskola                            | Eugene               | Magán (protestáns)                 | Hitélet                  | 1994     |
| Hood-hegyi Közösségi Főiskola                 | Gresham              | Állami                             | Felsőoktatási szakképzés | 1965     |
| Kék-hegyi Közösségi Főiskola                  | Pendleton            | Állami                             | Felsőoktatási szakképzés | 1962     |
| Kincses-völgyi Közösségi Főiskola             | Ontario              | Állami                             | Felsőoktatási szakképzés | 1962     |
| Kelet-oregoni Egyetem                         | La Grande            | Állami                             | Mesterképzés             | 1929     |
| Közép-oregoni Közösségi Főiskola              | Bend                 | Állami                             | Felsőoktatási szakképzés | 1949     |
| Lane megyei Közösségi Főiskola                | Eugene               | Állami                             | Felsőoktatási szakképzés | 1964     |
| Lewis és Clark Főiskola                       | Portland             | Magán                              | Bölcsészettudományok     | 1867     |
| Linfield Egyetem                              | McMinnville          | Magán (baptista)                   | Bölcsészettudományok     | 1858     |
| Linn–Benton megyei Közösségi Főiskola         | Albany               | Állami                             | Felsőoktatási szakképzés | 1967     |
| Multnomah megyei Egyetem                      | Portland             | Magán (protestáns)                 | Hitélet                  | 1936     |
| Nemzeti Természetgyógyászati Egyetem          | Portland             | Magán                              | Egészségtudományok       | 1956     |
| Nyugat-oregoni Egyetem                        | Monmouth             | Állami                             | Mesterképzés             | 1856     |
| Nyugati Államok Egyeteme                      | Portland             | Magán                              | Egészségtudományok       | 1904     |
| Nyugati Szeminárium                           | Portland             | Magán (keresztény)                 | Hitélet                  | 1927     |
| Oregoni-partvidéki Közösségi Főiskola         | Newport              | Állami                             | Felsőoktatási szakképzés | 1987     |
| Oregoni Keleti Orvoslási Főiskola             | Portland             | Magán                              | Egészségtudományok       | 1983     |
| Oregoni Egészségtudományi Egyetem             | Portland             | Állami                             | Orvostudományok          | 1974     |
| Oregoni Műszaki Intézet                       | Klamath Falls        | Állami                             | Alapképzés               | 1947     |
| Oregoni Állami Egyetem                        | Corvallis            | Állami                             | Kutatóegyetem            | 1868     |
| Oregoni Egyetem                               | Eugene               | Állami                             | Kutatóegyetem            | 1876     |
| Pacific University                            | Forest Grove         | Magán                              | Kutatóegyetem            | 1849     |
| Portlandi Állami Egyetem                      | Portland             | Állami                             | Kutatóegyetem            | 1946     |
| Portlandi Egyetem                             | Portland             | Magán (katolikus)                  | Mesterképzés             | 1901     |
| Portlandi Közösségi Főiskola                  | Portland             | Állami                             | Felsőoktatási szakképzés | 1961     |
| Portlandi Teológiai Főiskola                  | Portland             | Magán                              | Hitélet                  | 1967     |
| Reed Főiskola                                 | Portland             | Magán                              | Bölcsészettudományok     | 1908     |
| Rogue Közösségi Főiskola                      | Grants Pass/ Medford | Állami                             | Felsőoktatási szakképzés | 1970     |
| Sumner Főiskola                               | Portland             | Magán (profitorientált)            | Felsőoktatási szakképzés | 1974     |
| Tillamook-öbölbeli Közösségi Főiskola         | Tillamook            | Állami                             | Felsőoktatási szakképzés | 1981     |
| Umpqua Közösségi Főiskola                     | Roseburg             | Állami                             | Felsőoktatási szakképzés | 1964     |
| Új Remény Keresztény Főiskola                 | Eugene               | Magán (pünkösdista)                | Hitélet                  | 1925     |
| Warner Csendes-óceáni Egyetem                 | Portland             | Magán (Isten Egyháza – protestáns) | Alapképzés               | 1937     |
| Willamette Egyetem                            | Salem                | Magán                              | Művészetek               | 1842     |

### Nem oregoni székhelyűek
- A Carrington Főiskola profitorientált intézmény a portlandi agglomerációban telephelyet tart fenn.[40]
- Az Embry–Riddle Légügyi Egyetem a Portlandi Közösségi Főiskolán és a Portlandi nemzetközi repülőtéren kínál kurzusokat.[41]
- Az Emporiai Állami Egyetem a Portlandi Állami Egyetemen könyvtártudományi mesterképzést kínál.[42]
- A University of the Pacific a portlandi Külkapcsolati Kommunikációs Intézetben folytat képzést.[43]
- A Walla Walla Egyetem Ápolási Intézete Portlandben telephelyet tart fenn.[44]
- A Nyugati Egészségtudományi Egyetem oszteopátiás főiskolája Lebanonban található.

## Megszűnt intézmények
| Név                                            | Telephely(ek)   | Alapítva | Megszűnt | Megjegyzések |
| ---------------------------------------------- | --------------- | -------- | -------- | --- |
| Albany Főiskola                                | Albany          | 1867     | 1942     | Utódja a Lewis és Clark Főiskola                                                                                          |
| Angyal-hegyi Főiskola                          | Saint Benedict  | 1887     | 1973     | A főiskola bezárt, de az apátság és a szeminárium működik                                                                 |
| Ashlandi Főiskola és Normáliskola              | Ashland         | 1869     |          | Utódja a Dél-oregoni Egyetem                                                                                              |
| Baker megyei Üzleti Főiskola                   | Baker City      | 1891     | 1976     | |
| Baker City-i Normáliskola és Üzleti Főiskola   | Baker City      | 1887     | 1905     | |
| Baker City-i Főiskola                          | Baker City      | 1969     | 1970     | Elődje a Varázs-völgyi Keresztény Főiskola, amelyet az Idaho állambeli Albionba költöztettek                              |
| Bassist Főiskola                               | Portland        |          | 1998     | Utódja a Portlandi Művészeti Intézet                                                                                      |
| Betheli Főiskola                               | Bethel          | 1855     | 1862     | Több összevonást követően a Nyugat-oregoni Egyetembe olvadt                                                               |
| Cascade Főiskola                               | Portland        | 1956     | 2009     | Az Oklahomai Keresztény Egyetem telephelyeként működött                                                                   |
| Cascade Keresztény Főiskola                    | Portland        | 1918     | 1969     | A feljegyzéseket a Seattle-i Csendes-óceáni Egyetem őrzi                                                                  |
| Colegio Cesar Chavez                           | Mt. Angel       | 1973     | 1983     | Az ország első csikánó főiskolája; a feljegyzéseket az Oregoni Állami Egyetem őrzi                                        |
| Columbia Főiskola                              | Eugene          | 1855     | 1860     | |
| Columbia Keresztény Egyetem                    | Portland        | 1947     | 1993     | A feljegyzéseket az Oklahomai Keresztény Egyetem őrzi                                                                     |
| Columbia Üzleti Főiskola                       | Clackamas       |          | 1999     | A feljegyzéseket a Pioneer Pacific College őrzi                                                                           |
| Concordia Egyetem                              | Portland        | 1905     | 2020     | |
| Coquille-i Főiskola                            | Coquille        | 1890     | 1905     | |
| Corvallisi Főiskola                            | Corvallis       | 1859     | 1885     | Utódja az Oregoni Állami Egyetem                                                                                          |
| Csendes-óceáni Művészeti és Tervezési Főiskola | Medford         |          | 1992     | Elvesztette adómentességét                                                                                                |
| Dallasi Főiskola                               | Dallas          | 1900     | 1914     | |
| DeVry Egyetem                                  | Beaverton       |          | 2015     | Csak a telephely szűnt meg, az intézmény nem                                                                              |
| Északi-csendes-óceáni Főiskola                 | Portland        | 1899     | 1945     | A fogorvosi képzést az Oregoni Egészségtudományi Egyetem, az optometriait pedig a Csendes-óceáni Egyetem folytatja tovább |
| Jefferson Intézet                              | Rickreall       | 1846     |          | |
| Jeffersoni Intézet                             | Jefferson       | 1857     | 1899     | |
| Judson Baptista Intézet                        | The Dalles      | 1956     | 1985     | A feljegyzéseket az Arizonai Keresztény Egyetem őrzi                                                                      |
| Kelet-oregoni Főiskola                         | La Grande       | 1892     | 1898     | Utódja a Kelet-oregoni Egyetem                                                                                            |
| Kék-hegyi Egyetem                              | La Grande       | 1873     | 1885     | |
| Le Cordon Bleu Konyhaművészeti Főiskola        | Portland        | 1983     | 2017     | A tulajdonos 2017-ben minden telephelyet bezárt                                                                           |
| Marylhursti Egyetem                            | Marylhurst      | 1893     | 2018     | A feljegyzéseket a Szent Márton Egyetem őrzi                                                                              |
| Mineral Springs Főiskola                       | Sodaville       | 1892     | 1908     | |
| Multnomah megyei Főiskola                      | Portland        | 1897     | 1969     | 1969-ben a Portlandi Egyetembe olvadt                                                                                     |
| Nemzeti Amerikai Egyetem                       | Tigard          |          | 2016     | Csak a tigardi campus szűnt meg, az intézmény nem                                                                         |
| Oregon Graduate Institute                      | Beaverton       | 1963     | 2001     | Később Oregon Graduate Institute; 2001-ben az Oregoni Egészségtudományi Egyetembe olvadt                                  |
| Oregon City-i Főiskola                         | Oregon City     | 1849     | 1858     | Vagyonát McMinnville városának adományozták                                                                               |
| Oregoni Fogorvosi Főiskola                     | Milwaukie       |          | 1993     | |
| Oregoni Jogi Intézet                           | Salem/ Portland | 1902     | 1922     | Nem összetévesztendő az Oregoni Egyetem Jogi Intézetével                                                                  |
| Oregoni Tervezési Főiskola                     | Portland        |          | 1992     | |
| Oregoni Művészeti és Kézműves Főiskola         | Portland        | 1907     | 2019     | Több sikertelen beolvadási kísérletet követően 2019 tavaszán bezárt                                                       |
| Philomathi Főiskola                            | Philomath       |          |          | |
| Philomathi Főiskola                            | Philomath       | 1889     | 1912     | |
| Phoenixi Egyetem                               | Tigard          |          | 2018     | Csak a tigardi campus szűnt meg, az intézmény működik                                                                     |
| Pioneer Pacific College                        | Beaverton       | 1981     | 2020     | |
| Portlandi Művészeti Intézet                    | Portland        | 1963     | 2018     | A tulajdonos Dream Center 2018 végén 18 intézményét bezárta                                                               |
| Portlandi Egyetem                              | Portland        | 1891     | 1900     | A Willamette Egyetemhez köthető metodista intézmény; eladása után kampuszán a katolikus Portlandi Egyetem működik         |
| Sublimity Főiskola                             | Sublimity       | 1857     | 1860     | |
| Szabadegyetem                                  | Silverton       | 1896     | 1903     | |
| Szent Ferenc Főiskola                          |                 | 1885     | 1905     | |
| Szent József Főiskola                          |                 | 1844     | 1849     | |
| Szent Mihály Főiskola                          | Portland        | 1871     | 1928     | |
| Whitney Üzleti Főiskola                        | Baker City      | 1887     | 1891     | |

## Fordítás
- Ez a szócikk részben vagy egészben  a   List of colleges and universities in Oregon című angol Wikipédia-szócikk ezen változatának fordításán alapul.  Az eredeti cikk szerkesztőit annak laptörténete sorolja fel. Ez a jelzés csupán a megfogalmazás eredetét és a szerzői jogokat jelzi, nem szolgál a cikkben szereplő információk forrásmegjelöléseként.